# Algemene verkiezingen in Mali (1985)
| Stemverhoudingen in % |
| --------------------- |
|                       |

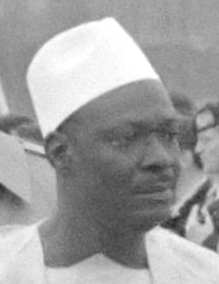
President Moussa Traoré

De algemene verkiezingen in Mali van 1985 werden op 9 juni gehouden en behelsden zowel de verkiezing van een president als van een Nationale Vergadering. President Traoré werd met 98% van de stemmen herkozen. Omdat het land een eenpartijstelsel kende gingen alle 82 zetels in de Nationale Vergadering naar de Union démocratique du peuple malien (UDPM).

## Uitslag

### Presidentsverkiezingen
| Kandidaat                         | Kandidaat                         | Partij                              | Stemmen | %      |
| --------------------------------- | --------------------------------- | ----------------------------------- | ------- | ------ |
|                                   | Moussa Traoré                     | Union démocratique du peuple malien |         | 98,00  |
| Totaal                            | Totaal                            | Totaal                              |         | 100,00 |
|                                   |                                   |                                     |         |        |
| Geldige stemmen                   | Geldige stemmen                   | Geldige stemmen                     |         | 99,94  |
| Ongeldige stemmen/ blanco stemmen | Ongeldige stemmen/ blanco stemmen | Ongeldige stemmen/ blanco stemmen   |         | 0,06   |
| Geregistreerde kiezers/ opkomst   |                                   |                                     |         |        |
| Bron: AED, Imperato               |                                   |                                     |         |        |

### Nationale Vergadering
| Partij                          | Partij                              | Zetels | %      |
| ------------------------------- | ----------------------------------- | ------ | ------ |
|                                 | Union démocratique du peuple malien | 82     |        |
| Tegen                           |                                     |        |        |
| Totaal                          | Totaal                              | 82     | 100,00 |
|                                 |                                     |        |        |
| Geregistreerde kiezers/ opkomst |                                     |        |        |
| Bron: AED                       |                                     |        |        |